# Karl Witte (Dichterjurist)

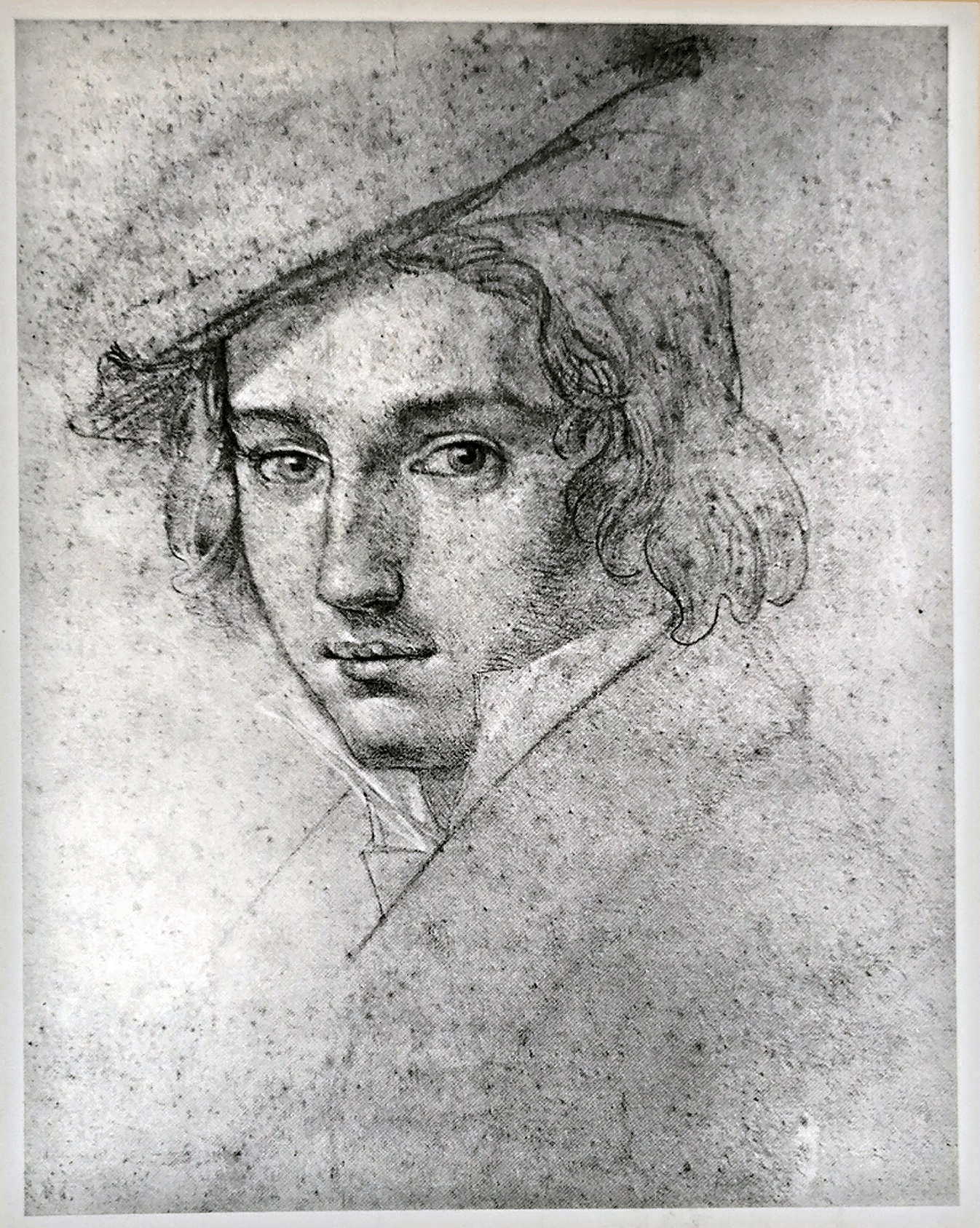
Karl Witte, Jugendbildnis

Johann Heinrich Friedrich Karl Witte, auch Carl Witte oder Carlo Witte (* 1. Juli 1800 in Lochau, Saalkreis; † 6. März 1883 in Halle an der Saale) war ein deutscher Jurist und einer der wichtigsten Dante-Forscher und Dante-Übersetzer des 19. Jahrhunderts.

## Leben

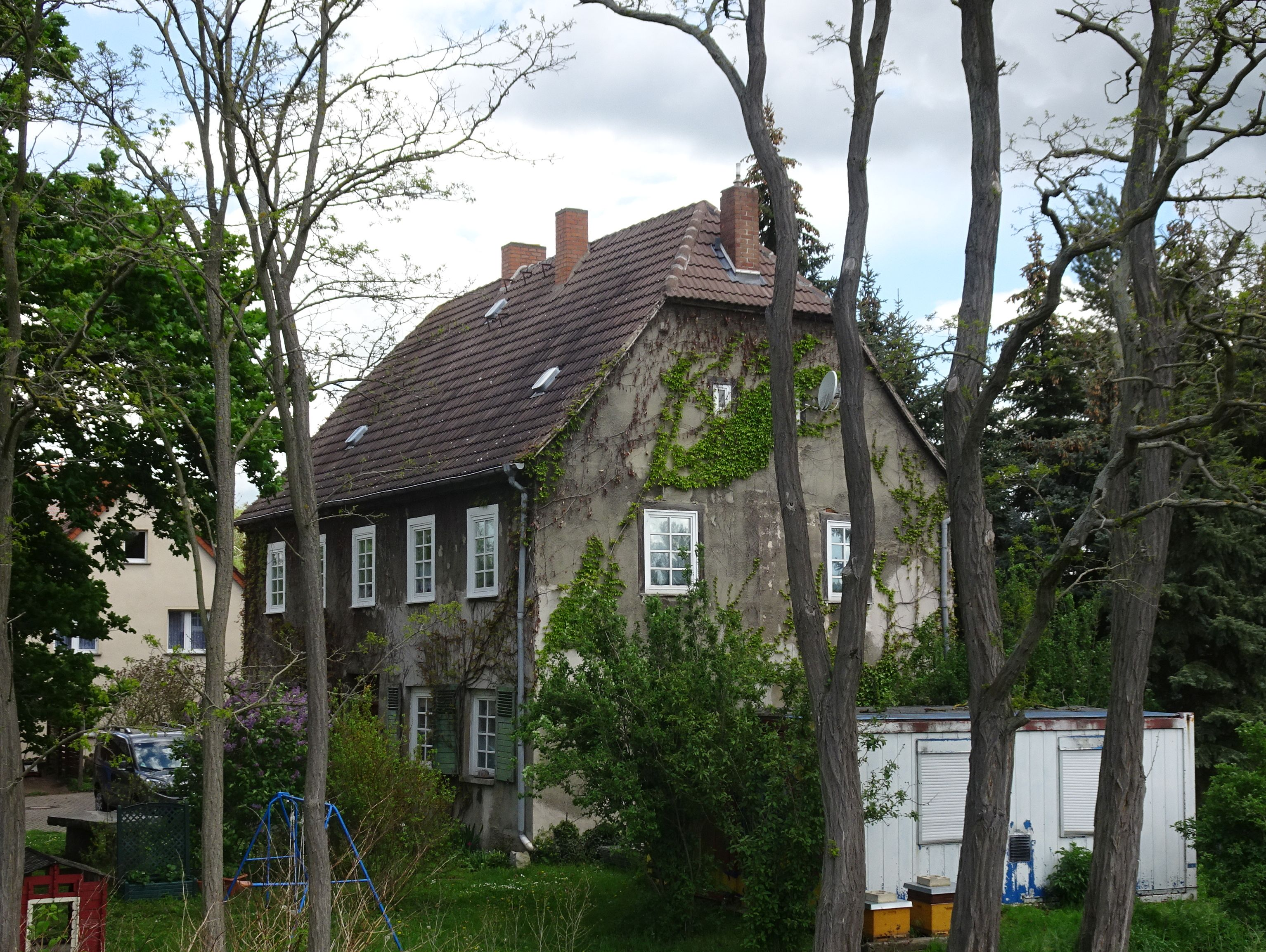
Geburtshaus von Karl Witte (Ansicht vom Elster-Radweg)

Karl Witte wurde am 1. Juli 1800 im Pfarrhaus Lochau bei Halle (Saale) als Sohn des Pfarrers und Pädagogen Karl Heinrich Gottfried Witte und seiner Frau Johanna Klara Wilhelmine Witte, geb. Reimann, geboren. Der Vater Karl Heinrich Gottfried Witte erzog seinen Sohn mit besonderem Engagement und Erfolg entsprechend der modernen pädagogischen Prinzipien, die er unter anderem bei Johann Heinrich Pestalozzi kennen gelernt hatte, so dass der Sohn bereits mit zehn Jahren die Matura an der Thomasschule zu Leipzig ablegte und bereits 1813 in Gießen erstmals promoviert wurde. Juristische Studien an der Universität Heidelberg schloss er 1816 ab und im folgenden Jahr erwarb er die juristische Lehrbefähigung an der Universität Berlin. Unterstützt von König Friedrich Wilhelm III. trat Witte eine Studienreise nach Italien an, von der er 1821 zurückkehrte. 
Danach begann Witte als Jurist eine akademische Karriere an der Universität Breslau, zunächst noch als Privatdozent, 1823 als außerordentlicher Professor und ab 1829 als Ordinarius. Im Dezember 1825 heiratete er Emilie Ida Auguste, geb. Meyer (1806–1826), eine Großcousine von Rahel Varnhagen von Ense. Doch verstarb Ida Witte schon sechs Wochen später. Eine zweite Ehe schloss Witte am 14. Juni 1832 in Breslau mit Auguste Melanie Charlotte, geb. Hentschel von Gilgenheimb (* 12. Oktober 1806 in Breslau; † 13. Oktober 1880 in Halle). Ihre Tochter Marie Auguste Luise Aline Antonia Mathilde (1834–1922 in Schloss Vahnerow bei Plathe) heiratete 1855 den Gutsbesitzer und Politiker Reinhold von Thadden-Trieglaff und war die Mutter von Adolf Gerhard Ludwig von Thadden. Ein gemeinsamer Sohn, Leopold Witte (* 9. Juni 1836 in Halle; † 2. Dezember 1921 ebenda), wurde Pastor und später Professor und geistlicher Inspektor in Schulpforta.
1833 wurde Witte als Professor für Römisches Recht an die Universität Halle versetzt. Der Vater Wittes beschrieb die Erziehungsmethode seines Sohnes zu einem Wunderkind im Buch Karl Witte oder Erziehungs- und Bildungsgeschichte desselben (2 Bände, 1819), doch erntete diese Darstellung in Deutschland vor allem Kritik und geriet bald in Vergessenheit. Seit 1834 gehörte Witte der Hallenser Freimaurerloge Zu den drei Degen an.

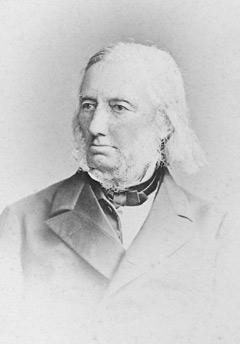
Karl Witte im Alter

In Breslau befreundete er sich eng mit den Journalisten und Schriftstellern Karl Schall, mit dem er 1830 im Salon Rahel Varnhagens in Berlin bekannt geworden war, und Carl von Holtei sowie mit dem Dante-Spezialisten Karl Ludwig Kannegießer und Prinz Johann von Sachsen (später König Johann von Sachsen; Pseudonym: „Philalethes“). Ein besonderes Profil entwickelte Witte aber nicht als Jurist, sondern mit seinem Engagement für philologisch hochrangige Ausgaben der Divina Commedia (deutsch: Die Göttliche Komödie) von Dante Alighieri, er begründete 1865 auch die Deutsche Dante-Gesellschaft. Schon 1850 war er in die Florentiner Accademia della Crusca aufgenommen worden.
Am 28. Juni 2008 wurde zu Ehren des „Wunderkindes von Lochau“ an dessen Geburtshaus im Kirchwinkel eine Gedenktafel enthüllt. Diese soll dem berühmtesten Bürger von Lochau ein bleibendes Denkmal setzen. Eine weitere Gedenktafel befindet sich seit 2007 an Wittes ehemaligem Wohnhaus in Halle, Große Brauhausstraße 16.

## Werk
- Conchoïdis Nicomedeae Aequatio Et Indoles, Baier, Gottingae 1813, OCLC 64406383 (Göttingen, Univ., Univ.-Schr., 1813, 42 Seiten. Widmung in französischer Sprache. „Quas Examini Submisit Et Figuris Illustravit Carolus Witte“).
- Ad l[egem] X dig. de usufr[uctu] accr[escendo]. Heidelberg, 1818, OCLC 311971501 (Dissertation Universität Heidelberg 1816, 38 Seiten).